# Краско, Иван Иванович
Ива́н Ива́нович Краско́ (при рождении Бахва́лов, 23 сентября 1930, Вартемяги, Ленинградская область — 9 августа 2025, Санкт-Петербург) — советский и российский актёр театра, кино и озвучивания, писатель. Народный артист Российской Федерации (1992).

## Биография

### Происхождение
Родился 23 сентября 1930 года в деревне Вартемяги Ленинградской области, в семье Ивана Афанасьевича Бахвалова и Анастасии Ивановны Краско. Мать умерла, когда сыну было всего 10 месяцев.

Моя мама умерла, когда мне было десять месяцев, а папа её любил — он и до этого попивал, а тут совсем запил. И я остался сиротой в пять лет. Воспитывала меня бабушка Поля — мама отца. А брат мамы — Иван Иванович Краско — когда вернулся после войны в деревню, то усыновил меня. Так я стал Краско, а был — Бахвалов. Бабушка Поля была труженицей и мне привила трудолюбие, честность. Соврать — это последнее дело было.— Иван Краско: Меня усыновил брат мамы, так я стал Краско — Культура — Вечерний Петербург
В 1953 году окончил с отличием 1-е Балтийское высшее военно-морское училище и был назначен командиром десантного корабля Дунайской речной флотилии. Воспользовавшись сокращением флота, вернулся «на гражданку». Капитан-лейтенант в отставке. Два года учился на вечернем отделении филологического факультета ЛГУ.

### Карьера в театре и кино
В 1957 году поступил в Ленинградский театральный институт имени А. Н. Островского, на курс Елизаветы Ивановны Тиме, который окончил в 1961 году и начал работу в Большом драматическом театре под руководством Г. А. Товстоногова.
В 1965 году перешёл в Театр имени В. Ф. Комиссаржевской, где работал до 2021 года. Ведущий актёр театра, исполнял главные роли в спектаклях «Утоли моя печали», «Тише, афиняне!», «Доходное место», «Эрос» и «Костюмер».

Я начинал в БДТ и первое сильное влияние на меня оказал Луспекаев. Это была мощная личность, мой кумир. Но после Луспекаева именно влияние Шелохонова на меня было самым серьезным. Они оба были уникальными людьми и актерами. На таких личностях и держится театр. Театр Луспекаева, Кирилла Лаврова, Петра Шелохонова, молодого Андрея Краско – это было настоящее, подлинное. Взаимодействие талантов - как переливание крови от актера к актеру, одно из главных условий того, что театр будет жить. Эта удивительная сила, таинственный процесс понятны только нам, актерам. И когда это есть – тогда на сцене во время действия можно импровизировать даже без слов, жестом, движением. Эта помощь актеров друг другу возможна только при полном взамопонимании, когда «пуд соли вместе съеден», настолько это тонкие вещи... Одного взгляда бывало достаточно, чтобы создать свободу на сцене и вывести весь спектакль на совершенно другой уровень. Но про это никогда не напишут критики – они не побывали на сцене, не побывали «в шкуре» актера и не могут знать про эти нюансы, такие важные для нас, для спектакля.— Иван Краско
В кинематографе Иван Краско дебютировал в 1960 году в эпизодической роли в фильме «Балтийское небо». На протяжении длительного времени снимался только в эпизодах. Первую заметную роль он получил в многосерийном телевизионном фильме «Сержант милиции».
В феврале 1992 года стал первым получившим звание «Народный артист Российской Федерации».
Иван Краско принимал участие в озвучивании мультфильмов. Его голосом говорят король в «Карлике Носе», Святогор в «Алёше Поповиче и Тугарине Змее», а в диснеевском «Геркулесе» он читает текст от автора.
В 2009 году написал книгу воспоминаний «Мой друг Пётр Шелохонов», в которой рассказал о своей работе в театре и о своих партнёрах.

Я имею полное право написать книгу «Мой друг Пётр Шелохонов». Петя был моим самым близким другом. И на сцене мы были партнёрами. Мы объездили весь Советский Союз с гастролями. Тогда мы не ставили задачу что-то изменить, но помогали людям задуматься. От того, что нас в жизни не устраивало, мы находили спасение в нашем творчестве и в общении друг с другом. Тогда в СССР царили запреты и цензура, основные свободы и права человека были уничтожены, разгромлена церковь, но театры оставались островками живого свободного общения, куда люди могли уйти от неразрешимых проблем советской реальности, получить глоток свежего воздуха. Наши спектакли будоражили умы многих тысяч зрителей.— Иван Краско
В 2010 году вышла книга Ивана Краско «Байки. И не только». В последние годы мечтал написать автобиографию.

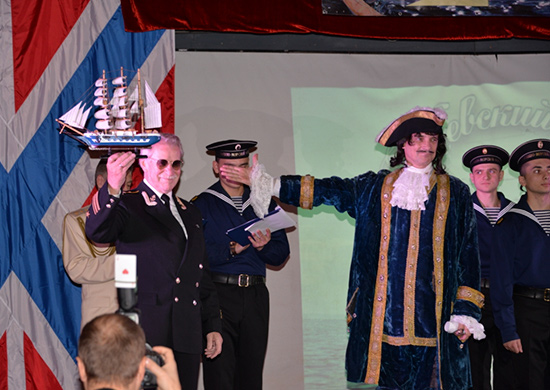
Творческий вечер, посвящённый 85-летию Ивана Ивановича Краско

### Болезнь и смерть
В октябре 2020 года актёр переболел коронавирусом в лёгкой форме, лечился дома, а в 2021 году стало известно, что артист получил прививку от COVID-19.
В августе 2021 года госпитализирован с микроинсультом. После выписки из больницы находился на домашней реабилитации, а спектакли с его участием были отменены.
В феврале 2022 года Иван Краско госпитализирован повторно для прохождения дальнейшей реабилитации после инсульта. Незадолго до этого актёру был поставлен диагноз «деструкция стекловидного тела, возрастная атрофическая рубцовая стадия».
Актёру установили кардиостимулятор, об этом стало известно в 2024 году, когда он потерял равновесие и упал на кардиостимулятор во время удара по мячу, открывая актёрский футбольный турнир в Санкт-Петербурге.
31 июля 2025 года Ивана Краско увезли в реанимацию в тяжёлом состоянии, после отказа от еды и воды. К этому моменту актёр очень похудел, перестал нормально ходить, ухудшилось зрение, а кормление стало осуществляться через зонд.
9 августа 2025 года скончался в больнице Санкт-Петербурга в возрасте 94 лет от осложнений, вызванных инсультом и онкологическим заболеванием желудочно-кишечного тракта. 
13 августа прошло прощание с артистом в театре имени Комиссаржевской. Отпевание и похороны состоялись на Комаровском кладбище, упокоился артист рядом с могилой сына Андрея Краско.

## Личная жизнь
Первая супруга — Екатерина Иванова. Брак распался через четыре года, дочь Галина.
Вторая супруга — учительница Кира Васильевна Петрова (ум. 1997), прожили вместе более 40 лет. В 1957 году родился сын Андрей Краско (1957—2006), актёр. В 1966 году родилась дочь Юлия.
Третья жена — Наталья Николаевна Вяль (род. 1977), художник по костюмам, работник театра имени Комиссаржевской (Санкт-Петербург). Брак распался через десять лет. Сыновья — Иван и Фёдор.
Четвёртая жена — Наталья Александровна Краско (урождённая Шевель) (род. 2 ноября 1990), ученица Ивана Краско, на 60 лет младше его. В 2015 году поженились. Спустя три года развелись.
Болел за петербургский «Зенит».
В последние несколько месяцев жизни проживал на даче в деревне Грузино Ленинградской области.

## Общественная позиция
В 2022 году Краско сказал в интервью, что не будет препятствовать мобилизации собственных сыновей после военного вторжения России на Украину.

## Награды
- Заслуженный артист РСФСР (20 декабря 1976)
- Народный артист Российской Федерации (21 февраля 1992) — за большие заслуги в области театрального искусства[27]
- Юбилейная медаль «50 лет Победы в Великой Отечественной войне 1941—1945 гг.» (1995)[28]
- Лауреат премии «Золотой пеликан»
- Лауреат премии «Большая медведица»
- Лауреат премии «Петрополь» (2001) и «Царскосельской художественной премии» (2003)
- Орден Почёта (12 октября 2010) — за заслуги в развитии отечественной культуры и искусства, многолетнюю плодотворную деятельность[29]
- Орден Святой Татьяны (2011)
- Почётный знак «За заслуги перед Санкт-Петербургом» (2015)[30]
- Специальный диплом ежегодной художественной премии «Петрополь» (2020)
- Юбилейная медаль «70 лет Победы в Великой Отечественной войне 1941—1945 гг.»[31]
- Юбилейная медаль «75 лет Победы в Великой Отечественной войне 1941—1945 гг.»[7]
- Российская национальная театральная премия «Золотая маска» «За выдающийся вклад в развитие театрального искусства» (2018)[32]

## Фильмография

### Актёр
| Год       |     | Название                                                 | Роль                                          |
| --------- | --- | -------------------------------------------------------- | --------------------------------------------- |
| 1961      | ф   | Балтийское небо                                          | лётчик                                        |
| 1961      | ф   | Барьер неизвестности                                     | гость                                         |
| 1965      | ф   | Авария                                                   | редактор районной газеты                      |
| 1965      | ф   | Римские рассказы                                         | Имя персонажа не указано                      |
| 1966      | ф   | В городе С.                                              | писатель                                      |
| 1966      | ф   | На диком бреге                                           | член парткома                                 |
| 1967      | тф  | Дорога домой                                             | капитан Дзядек                                |
| 1967      | тф  | Зависть                                                  | Николай Кавалеров                             |
| 1967      | ф   | Первороссияне                                            | Феодосий                                      |
| 1967      | ф   | Якорная площадь                                          | капитан-лейтенант Бондарь                     |
| 1969      | ф   | Белый флюгер                                             | Семён Егорович Самсонов                       |
| 1969      | ф   | Пятеро с неба                                            | Фёдор Васильевич                              |
| 1969      | тф  | Невероятный Иегудиил Хламида                             | эпизод                                        |
| 1970      | тф  | Двадцать седьмой неполный                                | красный командир                              |
| 1970      | ф   | Ночная смена                                             | шофёр                                         |
| 1971      | тф  | Пристань на том берегу                                   | эпизод                                        |
| 1972      | тф  | Дом на Фонтанке                                          | военрук в институте                           |
| 1972      | ф   | Красные пчёлы                                            | инженер Домбровский                           |
| 1972      | тф  | Принц и нищий                                            | Майлс Гендон                                  |
| 1973      | кор | Красный агат                                             | Имя персонажа не указано                      |
| 1974      | ф   | Блокада                                                  | старший лейтенант Горелов                     |
| 1974      | ф   | Последний день зимы                                      | Имя персонажа не указано                      |
| 1974      | мтф | Сержант милиции                                          | майор Григорьев                               |
| 1974      | мтф | Юркины рассветы                                          | Александр Сергеевич, председатель колхоза     |
| 1975      | ф   | Лавина                                                   | комендант                                     |
| 1975      | ф   | О чём не узнают трибуны                                  | тренер Малахов Василий                        |
| 1977      | ф   | Знак вечности                                            | эпизод                                        |
| 1978      | ф   | Конец императора тайги                                   | атаман Иван Соловьёв                          |
| 1978      | мтф | Соль земли                                               | Василий Кириллович Филин, редактор газеты     |
| 1979      | ф   | Старые долги                                             | Степан Семёнович Лебедев                      |
| 1980      | тф  | Гибель 31 отдела                                         | начальник полиции                             |
| 1980      | ф   | Эскадрон гусар летучих                                   | полковник Устимович                           |
| 1980      | ф   | Похищение чародея                                        | боярин Роман                                  |
| 1981      | ф   | Деревенская история                                      | следователь                                   |
| 1981      | ф   | Правда лейтенанта Климова                                | начальник штаба                               |
| 1981      | ф   | Придут страсти-мордасти                                  | Николай Иванович                              |
| 1981      | тф  | Сын полка                                                | артиллерист сержант Василий Иванович Ковалёв  |
| 1981      | тф  | Что бы ты выбрал?                                        | директор школы                                |
| 1981      | с   | Россия молодая                                           | думный дьяк Ларионов                          |
| 1982      | ф   | Таможня                                                  | Конников                                      |
| 1982      | ф   | Тем, кто остаётся жить                                   | Владимир Фёдорович Фидлер                     |
| 1983      | кор | Борька и Лёнька                                          | Имя персонажа не указано                      |
| 1983      | ф   | Дублёр начинает действовать                              | Илья Селин                                    |
| 1983      | ф   | Эхо дальнего взрыва                                      | Владимир Викторович Возницын                  |
| 1983      | ф   | Место действия                                           | Игнат Степанович Шиян                         |
| 1983      | ф   | Обыкновенная история                                     | Пётр Иванович Адуев                           |
| 1983      | ф   | Семён Дежнёв                                             | купец Гусельников                             |
| 1984      | ф   | Восемь дней надежды                                      | Семён Васильевич Коноваленко                  |
| 1984      | мтф | Макар-следопыт                                           | Иван Сергеевич, комбриг                       |
| 1984      | ф   | Приходи свободным                                        | Сергей Константинович Касьянов                |
| 1984      | с   | Фитиль (сюжет «Необыкновенный концерт»)                  | Семён Петрович, директор треста               |
| 1985      | мтф | Иван Бабушкин                                            | Зотов, золотопромышленник                     |
| 1985      | ф   | Один за всех!                                            | артист в телецентре                           |
| 1985      | ф   | Вот моя деревня…                                         | начальник строительства                       |
| 1985      | мтф | Грядущему веку                                           | Михаил Иванович Мохов                         |
| 1985      | ф   | Долгая память                                            | Иван                                          |
| 1985      | тф  | Сказочное путешествие мистера Бильбо Беггинса            | Гэндальф                                      |
| 1985      | тф  | Снегурочку вызывали?                                     | Иван Иванович, директор фирмы добрых услуг    |
| 1986      | ф   | Последняя дорога                                         | Ракеев                                        |
| 1988      | ф   | Господин оформитель                                      | слуга Платона Андреевича                      |
| 1988      | ф   | Серая мышь                                               | Медведев                                      |
| 1988      | ф   | Штаны                                                    | заместитель директора театра                  |
| 1990      | ф   | Наутилус                                                 | отец Феликса                                  |
| 1991      | ф   | Афганский излом                                          | Виктор Николаевич                             |
| 1991      | ф   | Губернаторъ                                              | Имя персонажа не указано                      |
| 1992      | ф   | Прекрасная незнакомка                                    | Григорий Распутин                             |
| 1993      | ф   | Раскол                                                   | начальник Лукьяновской тюрьмы Малецкий        |
| 1993      | с   | Конь белый                                               | американец                                    |
| 1993      | ф   | Ты есть…                                                 | народный целитель                             |
| 1994      | ф   | Колесо любви                                             | Седой, Грузин                                 |
| 1994      | с   | Роман императора                                         | Наполеон III                                  |
| 1996      | ф   | Возвращение «Броненосца»                                 | Имя персонажа не указано                      |
| 1996      | тф  | Музыка любви. Неоконченная любовь                        | Мюллер                                        |
| 1998      | ф   | Цветы календулы                                          | бомж                                          |
| 1999      | ф   | Болдинская осень                                         | отец Сисина                                   |
| 1998—1999 | с   | Улицы разбитых фонарей 2                                 | Павел Левитин «Контрабас»                     |
| 1999      | ф   | Танцы под ущербной луной                                 | Фёдор                                         |
| 2000      | с   | Империя под ударом                                       | старец Кондратий                              |
| 2000      | ф   | Особенности национальной охоты в зимний период           | спасатель Ленин                               |
| 2000      | с   | Вовочка                                                  | главбух                                       |
| 2001      | с   | Агент национальной безопасности-3 (серия 33 «Свидетель») | «Дед»                                         |
| 2001      | с   | Начальник каруселей                                      | Имя персонажа не указано                      |
| 2001      | ф   | Привет, малыш!                                           | Ардальон                                      |
| 2001      | с   | Чёрный ворон                                             | Юозас Мацкявичюс                              |
| 2002      | ф   | Красный стрептоцид                                       | Имя персонажа не указано                      |
| 2002—2003 | с   | Убойная сила 4                                           | капитан судна Жаров                           |
| 2003      | с   | Женский роман                                            | Владислав Петрович                            |
| 2003      | с   | Линии судьбы                                             | Нотариус (24-я серия)                         |
| 2003      | ф   | Срочный фрахт                                            | лоцман Свиридов                               |
| 2003      | с   | Танцор                                                   | Широков                                       |
| 2003      | с   | Удачи тебе, сыщик                                        | врач                                          |
| 2003      | ф   | Челябумбия                                               | Иван Иванович Швердыгулов                     |
| 2004      | с   | Агентство-2                                              | Андрей Анатольевич                            |
| 2004      | с   | Иванов и Рабинович                                       | Марксэн Иванович Муравич                      |
| 2004      | с   | Легенда о Тампуке                                        | Иванов                                        |
| 2004      | с   | Улицы разбитых фонарей 6                                 | Иван Иванович                                 |
| 2004      | с   | Sказка O Sчастье                                         | Михалыч                                       |
| 2005      | с   | Брежнев                                                  | председатель колхоза                          |
| 2005      | с   | Господа присяжные                                        | Александр Александрович                       |
| 2005      | с   | Королевство кривых…                                      | информатор                                    |
| 2005      | с   | Лабиринты разума                                         | Евгений Васильевич                            |
| 2005      | мтф | Мастер и Маргарита                                       | шофёр такси                                   |
| 2005      | с   | Пари                                                     | Николай Иванович Кузин                        |
| 2005      | с   | Подлинная история поручика Ржевского                     | Иван Антонович Ржевский                       |
| 2005      | с   | Риэлтор                                                  | Арсений Эльдарович                            |
| 2005      | с   | Семья                                                    | профессор                                     |
| 2006      | с   | Вызов 2                                                  | Тихон                                         |
| 2006      | с   | Женская логика 5                                         | Семён Иванович                                |
| 2006      | ф   | Мечта                                                    | «Ромео»                                       |
| 2007      | ф   | В гавань заходили корабли                                | боцман Паролов                                |
| 2007      | ф   | Дети блокады                                             | актёр-блокадник                               |
| 2007      | с   | Литейный                                                 | дед                                           |
| 2007      | с   | Марш Турецкого 4                                         | генерал-майор КГБ                             |
| 2007      | с   | Морские дьяволы 2                                        | Пак                                           |
| 2007      | ф   | Ораниенбаум. Серебряный самурай                          | краевед Бобошко                               |
| 2008      | ф   | 9 мая. Личное отношение                                  | пассажир                                      |
| 2008      | с   | Дорожный патруль (телесериал)                            | Лавров                                        |
| 2008      | с   | Куклы колдуна                                            | Пётр Антонович Ракитин                        |
| 2008      | ф   | Опасная комбинация                                       | Николай Павлович                              |
| 2009      | с   | Личное дело капитана Рюмина                              | Валентин Петрович                             |
| 2009      | ф   | Тарас Бульба                                             | Бовдюг                                        |
| 2010      | с   | Журов 2                                                  | Скоморохов                                    |
| 2010      | ф   | Мы из будущего 2                                         | дед Микола                                    |
| 2010      | с   | Прощай, «макаров»!                                       | Николай Васильевич, ветеран войны             |
| 2010      | с   | Семейный очаг                                            | Павел Иванович Давыдович                      |
| 2011      | с   | Дело было на Кубани                                      | Иван Лютый, дед Григория                      |
| 2011      | ф   | Поклонница                                               | Лев Толстой                                   |
| 2011      | с   | Манна небесная                                           | Игнатий Зайчихин                              |
| 2011      | ф   | Немец                                                    | дедушка Кати                                  |
| 2011      | с   | Опергруппа-2                                             | генерал милиции Александр Анатольевич Вакулин |
| 2011—2011 | с   | Пётр Первый. Завещание                                   | старик                                        |
| 2011      | с   | Приставы                                                 | Коваленко                                     |
| 2011      | с   | Судмедэксперты                                           | Фёдор Тихонович Алдонов                       |
| 2012      | с   | Белая гвардия                                            | инспектор гимназии Максим                     |
| 2012      | ф   | Вместе                                                   | Кузьма                                        |
| 2012      | ф   | Во саду ли, в огороде                                    | «Мурзилка»                                    |
| 2012      | с   | Кремень (телесериал)                                     | Василич, дед Насти                            |
| 2012      | с   | Литейный-7                                               | Михаил Иванович Козловский                    |
| 2012      | с   | Личные обстоятельства                                    | Степан Матвеевич                              |
| 2012      | с   | Зоннентау                                                | Левченко / Помяловский                        |
| 2012      | ф   | Мальчики                                                 | Иван Иванович                                 |
| 2013      | с   | Берега моей мечты                                        | Анатолий Петрович Гаврилов                    |
| 2013      | ф   | Лёд                                                      | старший тренер                                |
| 2013      | с   | Морские дьяволы. Смерч. Судьбы                           | Пантелей Сергеевич                            |
| 2013      | кор | Чудесный доктор                                          | Николай Иванович Пирогов                      |
| 2014      | с   | Чужое                                                    | ювелир дядя Сима                              |
| 2018      | ф   | Один день лета                                           | дед                                           |
| 2019      | кор | А.У.Е                                                    | Иван Петрович                                 |
| 2019      | ф   | День до                                                  | дед Юли                                       |
| 2019      | ф   | Куда течёт море                                          | Имя персонажа не указано                      |
| 2019      | кор | День рождения                                            | дед                                           |
| 2019      | с   | Конец невинности                                         | Ромуальд Александрович Аленин                 |
| 2020      | ф   | Сентенция                                                | Григорий                                      |
| 2022      | ф   | Моя ужасная сестра                                       | смотритель часовой башни                      |

### Режиссёр
- 1999 — Чествование

### Озвучивание
- 1987 — Зелёная Кобра — одноголосый закадровый перевод
- 1987 — Отряд специального назначения — читает текст
- 1987 — Моонзунд — эпизодические роли
- 1997 — Воздушная тюрьма — Болотный Леший/Джонни 23/начальник охраны Фолзун
- 1997 — Геркулес — рассказчик
- 2001 — Бич Божий — читает текст (не весь)
- 2002 — Спецназ — Бородатый (Нодар Мгалоблишвили)
- 2003 — Спецназ 2 — Бородатый (Нодар Мгалоблишвили)
- 2003 — Карлик Нос — король
- 2004 — Алёша Попович и Тугарин Змей — Святогор/Ростовский поп
- 2004 — Умри, но не сейчас — Генерал Мун
- 2007 — Произведения Бориса Кригера: Маськин: Роман-шутка с намёком: Главы из романа / Читает народный артист России Иван Краско; Из книги стихотворений «О грусти этих дней, кто, как не я, напишет…» / Читает заслуженный артист России Сергей Бехтерев: Компакт-диск. — Sunpress.
- 2010 — Брестская крепость — читает закадровый текст
- 2012 — Произведение Николая Никулина «Воспоминания о войне» — читает текст книги

### Озвучивание компьютерных игр
- 2005 — Алёша Попович и Тугарин Змей — Святогор / кузнец Ивашка
- 2012 — Реликвии Римской империи — Дед Октавий